# Nowotaniec

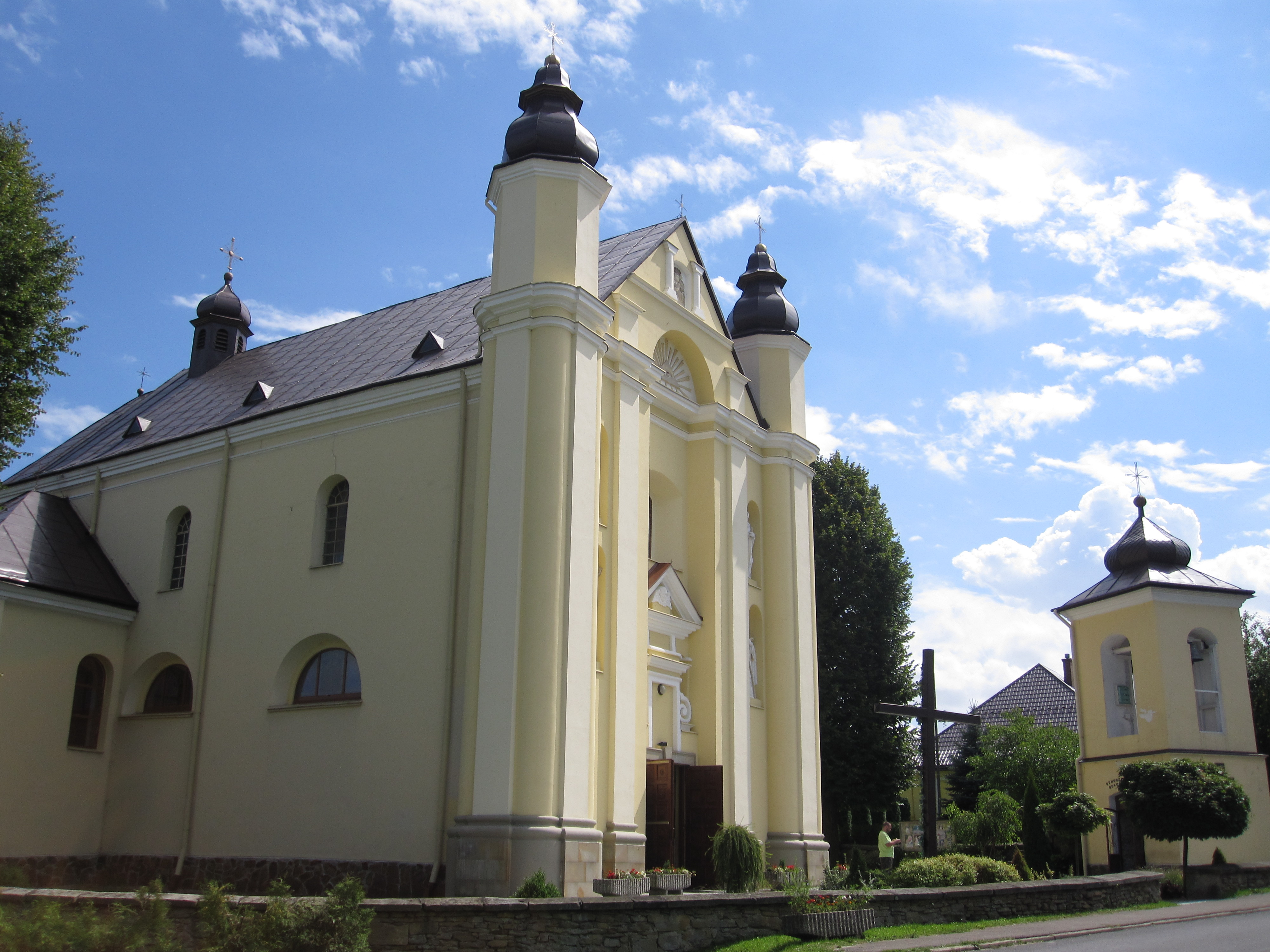

Nowotaniec is een dorp in de Poolse woiwodschap Subkarpaten. De plaats maakt deel uit van de gemeente Bukowsko en telt 430 inwoners.